# トリーチャーコリンズ症候群
トリーチャー・コリンズ症候群（トリーチャー・コリンズしょうこうぐん、Treacher-Collins syndrome:TCS）は頬骨の欠如等:577の顎顔面形態の不調和が特徴的な症状として見られる疾患で、常染色体優性先天性疾患の中でも稀有な例の一つである。別名トリーチャー・コリンズ・フランチェスケッティ症候群（Treacher-Collins–Franceschetti syndrome）や下顎顔面異骨症ともいう。平均して10,000人あたり1人の新生児に見られ、多くのケースでは遺伝子疾患が指摘されている。この疾患により現れる症状の典型として、下に垂れ下がった目、下顎短小症、伝音難聴、頬骨の不形成、下眼瞼側面下垂、耳の奇形化または不形成が見られる。

## 病名
この疾患名はイギリスの外科医であり眼科医でもあったエドワード・トリーチャー・コリンズ(Edward Treacher Collins 1862～1932) の名を取って名付けられたものであり、1900年、最初にこの疾患についての詳細を記した彼の偉業を讃えてのものである。1949年にはフランチェスケッティとクラインらが独自の研究を通して、この疾患症状を下顎顔面骨形成不全症とした。この下顎顔面骨形成不全症は臨床的特徴を表す用語として使用されている。

## 原因
トリーチャー・コリンズ症候群の原因は遺伝子の突然変異である。

トリーチャー・コリンズ症候群は常染色体優性で遺伝している。

トリーチャー・コリンズ症候群と関連する遺伝子として現在TCOF1という遺伝子が唯一知られている。90～95％の症例ではTCOF1の遺伝子変異が確認されているが、幾つかの例では同症状を持ちながらもTCOF1の遺伝子変異は確認されていない。DNA検査ではTCOF1で見つかった変異の種類が特定されており、変異の種類の大多数は遺伝子欠失または遺伝子挿入のどちらかだが、スプライシングやミスセンス突然変異も確認されている。変異の分析により、TCOF1に関して、病気に関連する100種類以上の変異が明らかになり、多くが系統特異的変異であった。一つの反復突然変異だけで事例の約17％を占めている。